# Euaethiops limbata
Euaethiops limbata är en fjärilsart som beskrevs av Holland 1894. Euaethiops limbata ingår i släktet Euaethiops och familjen nattflyn. Inga underarter finns listade i Catalogue of Life.